# Кочубей Аркадій Васильович
Аркадій Васильович Кочубей (20 лютого 1790 — 16 березня 1878) — державний діяч Російської імперії українського походження, чиновник і мемуарист з роду Кочубеїв: камергер (1827), орловський губернатор (1830–1837), сенатор (з 1842), дійсний таємний радник (1856).

## Життєпис
Аркадій Кочубей був молодшим сином генерал-майора Василя Кочубея (1756—1800) і Олени Туманської (пом. 1836).
Подружжя мало ще доньку Олену (1793-1863) і трьох синів: Василя (1784-1844), Дем'яна (1786-1859) і Олександра (1788-1866). У віці 10 років втратив батька.
У 1794 у віці чотирьох років визначений гефрейт-капралом в лейб-гвардії Кінного полку. До 12 років разом з братом Олександром виховувався вдома під керівництвом спочатку швейцарця Дорньє, а потім абата Фромана.
З 1802 по 1807 продовжив освіту в Петербурзі в аристократичному пансіоні Ніколя, куди був відправлений за бажанням дядька Віктора Кочубея разом з братом.
З 25 січня 1802 числився в Колегії іноземних справ юнкером, з 2 січня 1806 — перекладачем.
25 серпня 1809 звільнений.
12 вересня 1809 разом з братом Дем'яном почав службу в канцелярії принца Георгія Ольденбурзького під керівництвом Ф. П. Луб'яновського і в Головному управлінні водяних і сухопутних шляхів сполучення (з 1811 — Головне управління шляхів сполучення) .
20 грудня 1810 — помічник столоначальника.
30 липня 1811 — титулярний радник, 15 жовтня 1811 — отримав придворне звання камер-юнкера.
З початком Французько-російської війни залишив цивільну службу і 13 жовтня 1812 вступив до Гродненського гусарського полку, з яким брав участь у багатьох боях в Російській імперії і в закордонному поході: за Бій під Чашниками отримав орден Святого Володимира 4-го ступеня з бантом, брав участь в боях під Борисовим, при Люцині, Бауцені та інших, у взятті Тильзіта, Кенігсберга, Берліна і Парижа. 13 жовтня 1812 — поручик, 18 серпня 1813 — штабс-ротмістр, 14 вересня 1814 — ротмістр, 10 жовтня 1814 по клопотанню Віктора Кочубея перейшов до лейб-гвардії Гусарського полку з тим же чином. Через конфлікти з командиром полку графом Левашовим за рекомендацією князя Васильчикова перейшов до Тверського драгунського полку, який складався в корпусі графа Воронцова.
9 травня 1816 — підполковник.
10 березня 1824 — полковник у відставці.

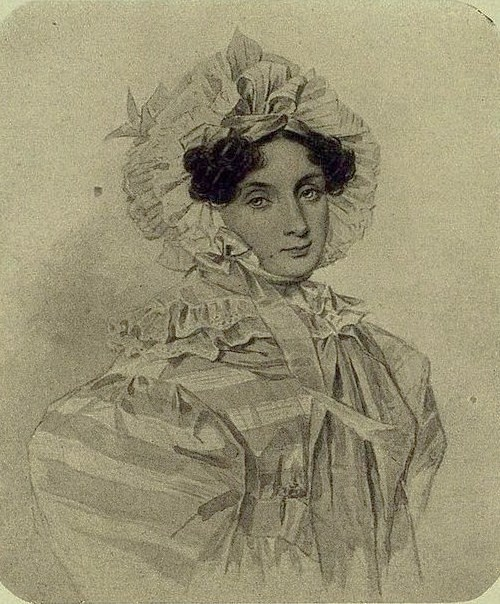
Софія Кочубей, дружина

30 листопада 1824 перейшов на службу чиновником з особливих доручень до начальника поштового департаменту; 7 січня 1824 — надвірний радник, 30 вересня 1825 — колезький радник, з 9 січня 1828 по 1830 роки був київським віце-губернатором, 2 жовтня 1827 — камергер, з 21 квітня 1830 — виконувач посаду орловського губернатора, 6 грудня 1831 — дійсний статський радник 1 січня 1832 затверджений на посаді.
4 травня 1837 — таємний радник.
30 червня 1842 призначений сенатором, з 1847 — почесний опікун Санкт-Петербурзької присутності Опікунської ради установ імператриці Марії, в 1847–1868 керував лікарнею Всіх скорботних. Як сенатор був присутній в 1-му відділенні 5-го департаменту Сенату, а з 1 січня 1851 року по 1 січня 1865 — першоприсутній 2-го відділення того ж департаменту.
З 1 січня 1865 до кінця життя був присутнім на Загальних зборах перших трьох департаментів і Департаменту герольдії Сенату.
Кочубей у своєму маєтку в селі Згурівка Прилуцького повіту зібрав бібліотеку близько 10000 томів, що складалася з праць з історії.
Аркадій Кочубей помер 16 березня 1878. Похований в Петербурзі на Новодівичому цвинтарі поруч з братами Дем'яном і Олександром.

## Творчість
Ще в пансіоні разом зі своїм другом, графом Сергієм Потьомкіним, склав за поемою Богдановича оперу «Душенька», яка була тоді ж розкішно видана з гравюрами. Аркадій писав: 
|  | Більше за інших я був дружній з графом Самойловим і з графом Сергієм Потьомкіним, з останнім ми перекладали Расіна, писали вірші і навіть видали «Душеньку», — оперу у віршах, взяту з поеми Богдановича, яка потім була надрукована і вилаяна в журналах, що назавжди вилікувало нас від бажання бути авторами. Видання було зроблене за рахунок Потьомкіна найкращим чином, з гравюрами. |

У 1890 були опубліковані записки Кочубея — «Сімейна хроніка. Записки Аркадія Васильовича Кочубея. 1790—1873.» [Архівовано 29 листопада 2020 у Wayback Machine.] — СПб.: Тип. братів Пантелєєвих, 1890. — 314 с.

## Родина
Дружина (з 15 вересня 1824) — княжна Софія Вяземська (15.06.1798 —20.05.1834), хрещениця Павла I, фрейліна двору, донька сенатора князя Миколи Вяземського (1769–1846) від шлюбу з Катериною Васильчиковою (1773/1774 — 1816). По лінії матері Софія була онукою Анни Розумовської і рідною племінницею княгині Марії Василівни Кочубей. Весілля було в домашній церкві в селі Диканьки. За словами Кочубея, його дружина «була дуже хороша собою і дуже добра. Отримавши хороший стан від діда свого Розумовського, вона негайно стала думати як допомогти своїм бідним родичам і знайомим». Проживши в шлюбі десять років, майже нерозлучно. Між ними не було ніяких сварок, мало того, вони знали всі думки одне одного, тому що нічого ніколи не приховували один від одного. Померла в Орлі від горлових сухот. У шлюбі народилися
- Петро (1825—1892) — таємний радник, з 1851 одружений з графинею Варварою Кушелєвою-Безбородько (1829-1894), донькою Олександра Кушелєва-Безбородька;

- Василь (1826—1897) — дійсний статський радник, з 30 квітня 1852 одружений з княжною Наталією Салтиковою, з 1878 з графинею Марією Капніст (1848—1925), донькою Олексія Капніста. Двоє з його синів, Петро-молодший і Василь були повітовими маршалками шляхти в Полтавській губернії; Петро-старший (18.04.1857-13.11.1879), помер раптово від паралічу легенів в Неаполі.

- Микола (27.10.1827-1865) — хрещений 20 листопада 1827 в Придворному соборі Зимового палацу при Миколі I та імператриці Марії Федорівні; надвірний радник, з 1849 одружений з Катериною Столипіною (1824—1852), донькою Аркадія Столипіна; 1 жовтня 1858 в Парижі одружився з Оленою Молчановою (1835—1916), донькою декабриста Сергія Волконського. Тургенєв, що бачив їх в Парижі в 1860, писав графині Ламберт:

«Я тут майже нікого не бачу, французів я, Ви знаєте, не люблю, а приємних росіян мало.
Тут є граф Кочубей, одружений з донькою Волконського. І він, і вона милі люди і так люблять один одного, що весело дивитися на них».

За словами сучасниці, Олена була чарівною не правильністю обличчя, а невимовною грацією всього стрункого єства, освітленого виразними великими чорними очима. Вона володіла дивовижним голосом і співала з братом прекрасні дуети. Добре освічена, вона мала світський лоск, тримала себе вільно і з гідністю в середовищі вищого суспільства.
- Віктор (1828-?)
- Леонтій (пом. бл. 1830 в дитинстві)

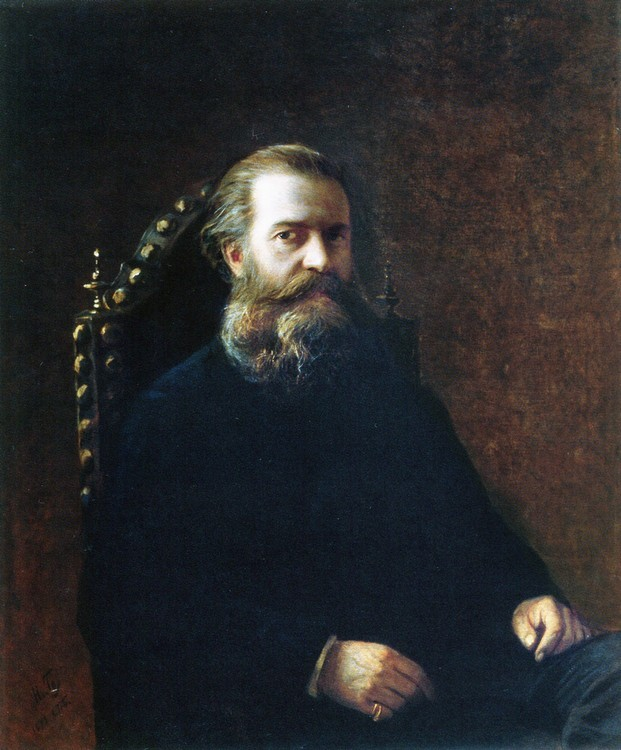
Петро, син
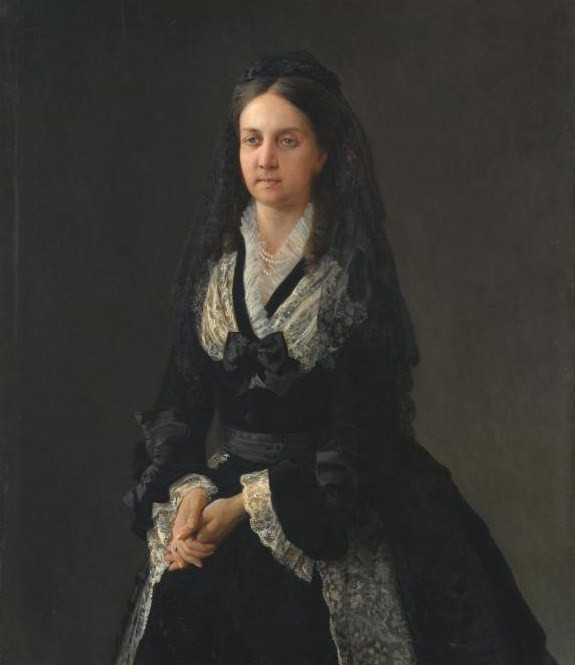
Варвара, невістка
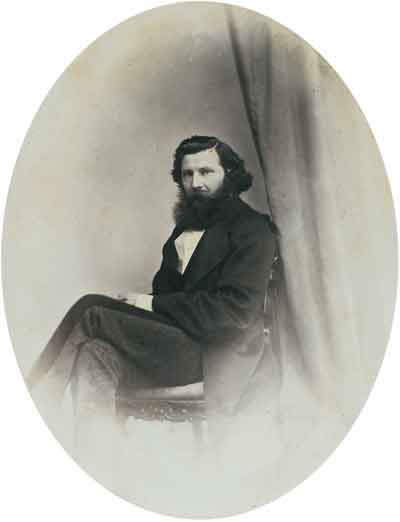
Микола, син
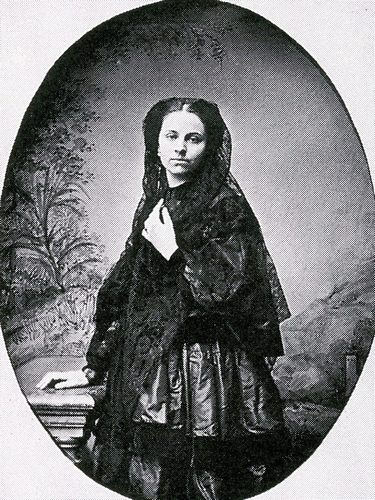
Олена, невістка
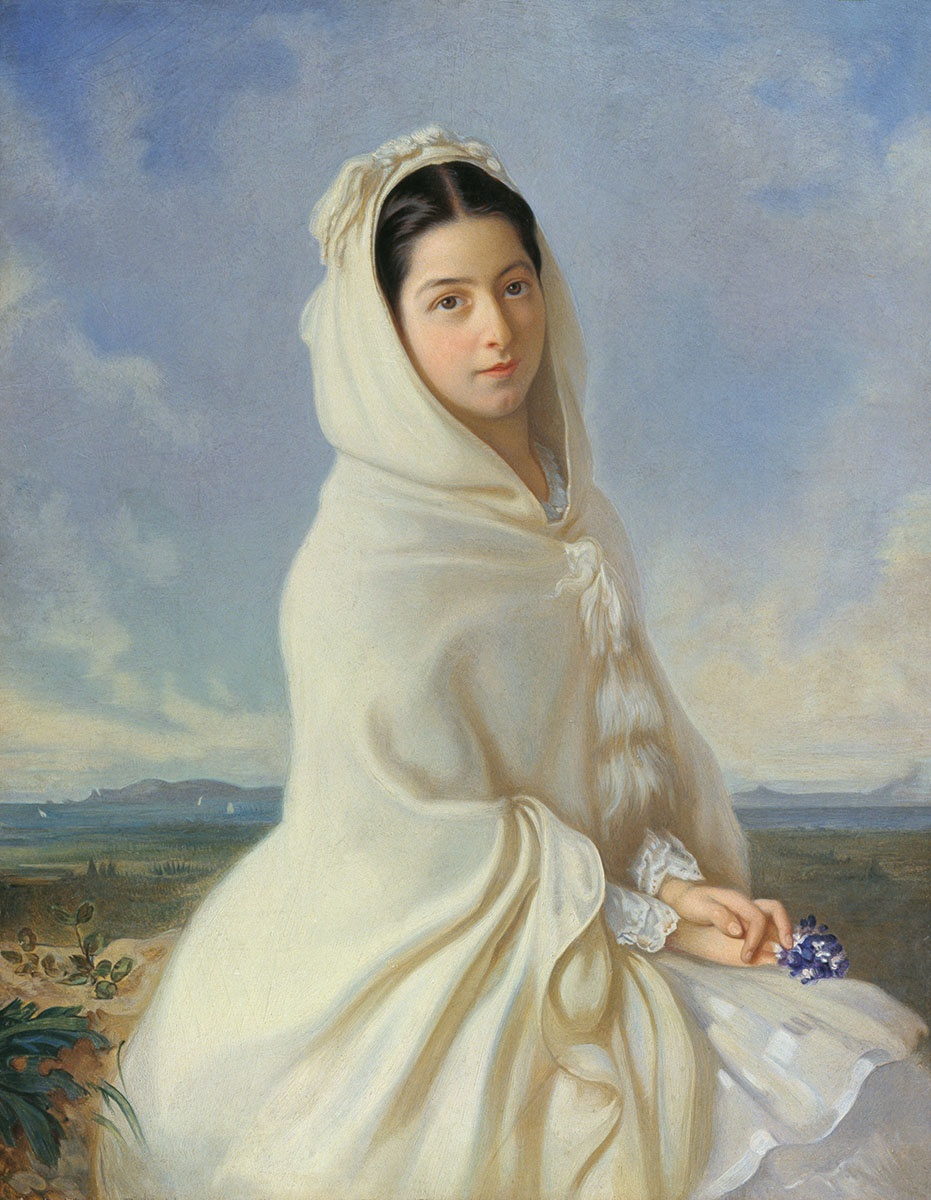
Перша дружина Миколи

## Нагороди
- Орден Святої Анни 4 ступеня
- Орден Святого Володимира 4 ступеня з бантом (30 жовтня 1812);
- Прусський орден Pour le Mérite (11 червня 1813);
- Золота шабля з написом «За хоробрість» (31 липня 1813);
- Орден Святої Анни 2 ступеня (31 грудня 1813); (діамантові знаки 15 лютого 1814);
- Пруський орден Червоного орла 3 ступеня (30 травня 1814);
- Орден Святого Володимира 3 ступеня (4 жовтня 1829);
- Орден Святого Станіслава 1 ступеня (6 жовтня 1833);
- Орден Святої Анни 1 ступеня (26 вересня 1844);
- Орден Святого Володимира 2 ступеня (30 серпня 1848);
- Орден Білого Орла (1 липня 1851)
- Орден Святого Олександра Невського (17 квітня 1855) (діамантові знаки цього ордена подаровані 23 квітня 1859)
- Орден Святого Володимира 1 ступеня (19 квітня 1864).
- Медаль «В пам'ять про Вітчизняну війну 1812 року»
- Медаль «За взяття Парижа»
- Відзнака за XX років бездоганої служби.